# Oda

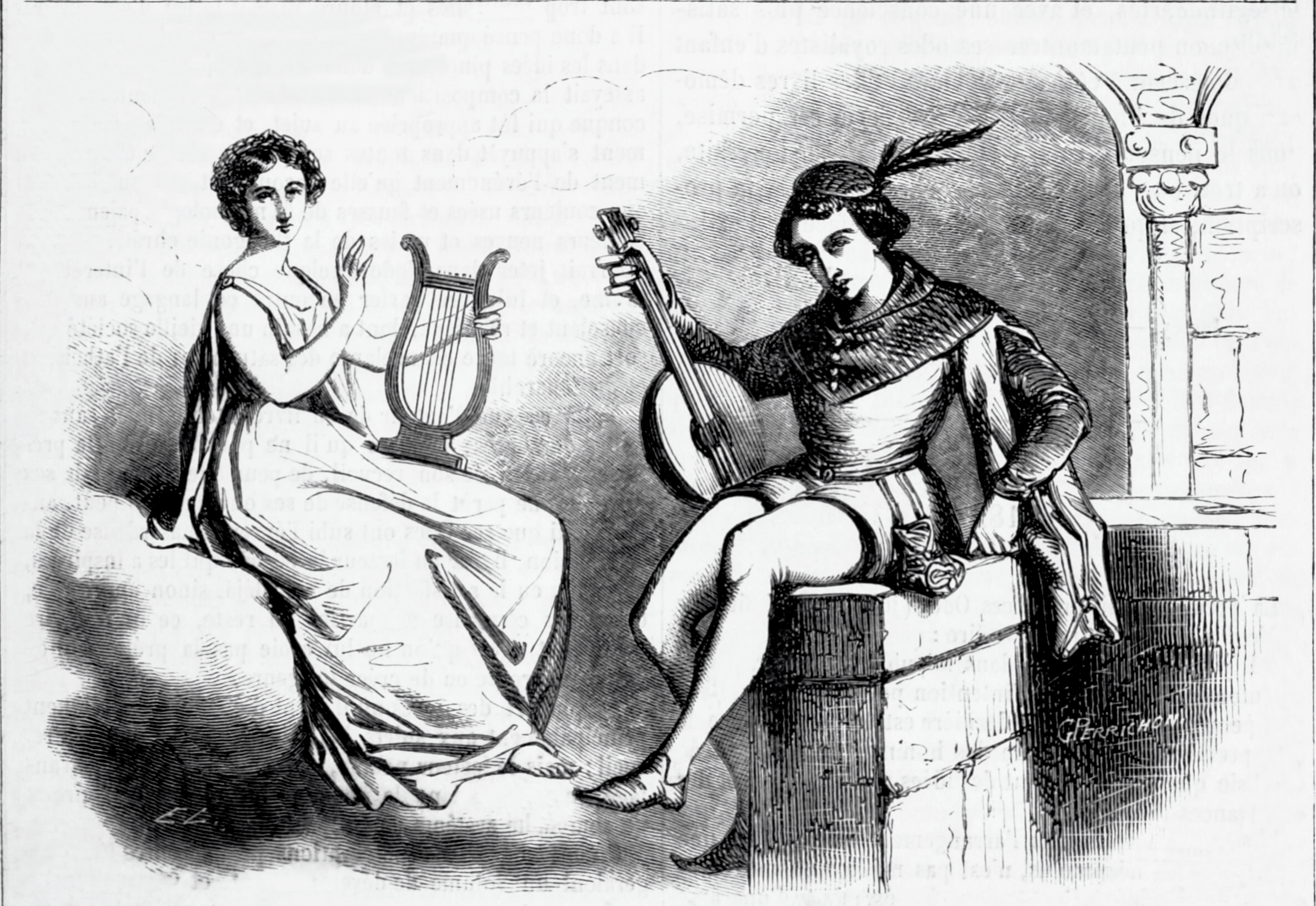
Ilustración de Eustache Lorsay para la edición de 1853 de Odas y baladas, de Victor Hugo (1840-1902).

Una oda (en griego antiguo: ᾠδή ōdḗ) es un tipo de poesía lírica. Las odas son poemas estructurados que alaban o glorifican un acontecimiento o un individuo, describiendo la naturaleza tanto intelectual como emocionalmente. La oda es un poema lírico. Transmite emociones exaltadas e inspiradas. Es una lírica de forma elaborada, expresada en un lenguaje imaginativo, digno y sincero.

## Origen
La oda es de origen griego. En su origen, las odas griegas eran piezas poéticas interpretadas con acompañamiento musical. Con el paso del tiempo, se fueron convirtiendo en composiciones líricas personales, ya fueran cantadas (con o sin instrumentos musicales) o simplemente recitadas (siempre con acompañamiento). Los principales instrumentos utilizados eran el aulós y la lira.

## Estructura
Una oda clásica se estructura en tres partes principales: la estrofa, la antiestrofa y el epodo, aunque existen otras formas, como la oda homostrófica y la oda irregular. 
Hay tres formas típicas de odas: la pindárica, la horaciana y la irregular.
- Las odas pindáricas siguen la forma y el estilo del poeta griego del siglo VI a. C. Píndaro.
- Las odas horacianas siguen las convenciones del poeta romano del siglo I a. C. Horacio. Las odas de Horacio imitaban deliberadamente a los poetas griegos Alceo y Anacreonte.
- Las odas irregulares utilizan la rima, pero no la forma tripartita de la oda pindárica, ni la estrofa de dos o cuatro versos de la oda horaciana.

## En la literatura posclásica
En la poesía castellana cultivaron este género Fray Luis de León, Garcilaso de la Vega, Fernando de Herrera, Manuel José Quintana, Nicasio Álvarez de Cienfuegos, Juan Nicasio Gallego, Espronceda y otros. En Chile, las Odas elementales de Pablo Neruda proyectan una renovación de la oda horaciana: escribió una oda a su lápiz, a un tomate, a una cebolla, a un viejo cine estropeado, al diccionario, incluso a los cordones de sus zapatos, y a un montón de otras cosas que encontró tiradas por casa.
En la poesía en habla inglesa, destacan las odas del poeta inglés John Keats, entre las cuales destaca «Oda a un ruiseñor», un poema personal que describe el viaje del autor hacia el estado de capacidad negativa.